# Dalsträsk
Dalsträsk är en sjö i Saltviks kommun i Åland (Finland). Den ligger i den norra delen av landskapet, 27 km norr om huvudstaden Mariehamn. Dalsträsk ligger 19,5 meter över havet. Arean är 25,7 hektar och strandlinjen är 2,47 kilometer lång. Sjön  ingår i Skärgårdshavets kustområde, Åland.   Den ligger på ön Fasta Åland.